# Чоролке
Чоролке (исп. Chorolque) — потухший вулкан в департаменте Потоси в южной Боливии, в горном хребте Кордильера-де-Чичас, высота составляет 5 615 м. На склоне горы на высоте 4 800 м расположен горнодобывающий посёлок Санта-Барбара.

## Горная добыча

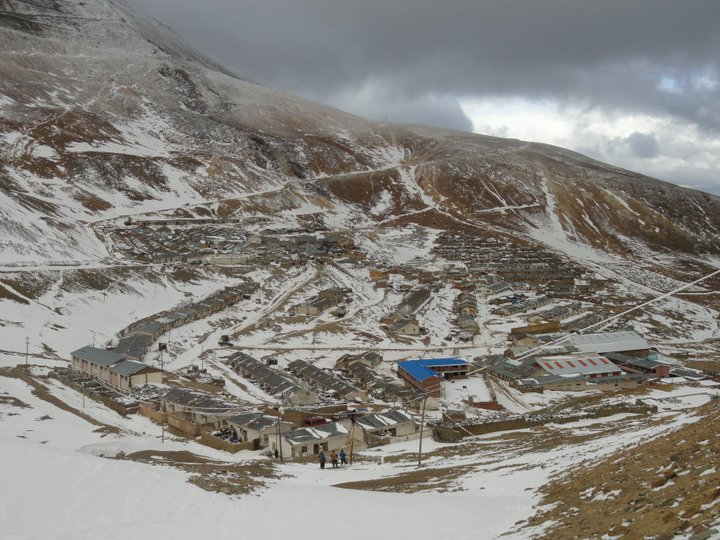
Рудодобывающий посёлок Санта-Барбара на склоне Чоролоке

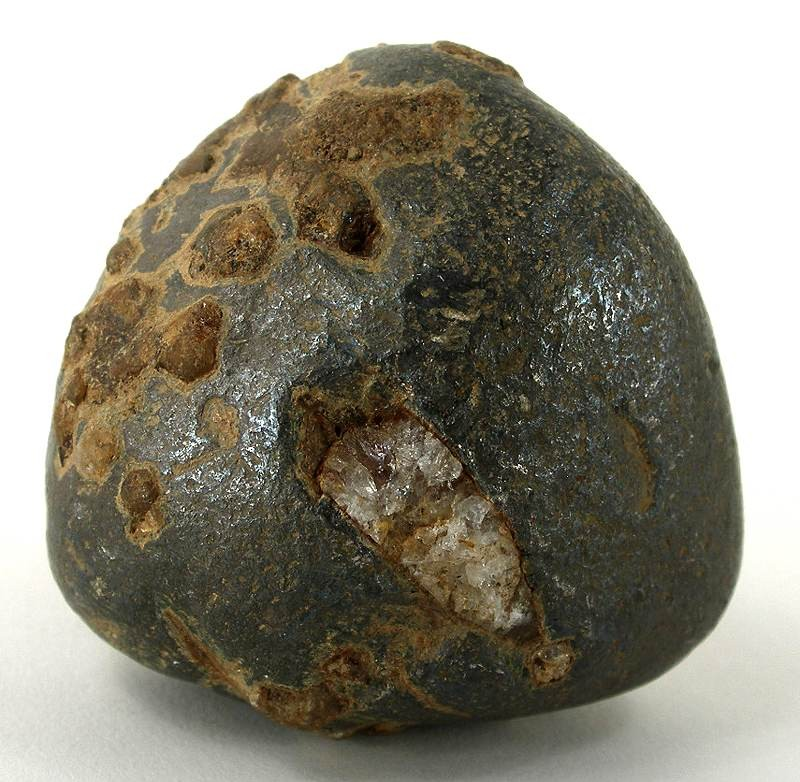
Образец руды висмута из шахты Чоролк

Рудник Чоролк богат рудными месторождениями олова, висмута, серебра, золота и меди. Высота горных выработок варьируются от 5 552 до 5 615 м. Горные работы вокруг Чоролке привели к резкому изменению склона со всех сторон горы. Горнодобытчики построили дорогу до 5 000 м от горы. Местные рудники являются самыми высокогорными рудниками олова и висмута в мире. Добыча здесь началась с приходом западных инвесторов в 1889 году.
Деревня Санта-Барбара расположена на западном склоне горы и насчитывала 2 221 жителя в 2012 году и находится на высоте 4774 м над уровнем моря. Это самое высокогорное постоянное поселение в Боливии. 

## В искусстве
Южнокорейский документальный фильм 2007/2008 годов «Дочь Чоролоке» (Daughter of Chorolque) Ми-Сун Парка входил в программу показа фестиваля «One World Berlin» в 2008 году. Он рассказывает о жизни женщин чоролокских рудников. Большинство горнодобытчиков, работающих в Чоролоке не доживают до 45 лет. В результате в отличие от других рудников Боливии, где женщин не допускают до выработок, здесь вынуждены работать и женщины